# Brian Labone
Brian Leslie Labone (* 23. Januar 1940 in Liverpool; † 24. April 2006 in Huyton) war ein englischer Fußballspieler, der während seiner gesamten Karriere zwischen 1957 und 1971 beim FC Everton aktiv war. Darüber hinaus kam er zwischen 1962 und 1970 zu 26 Länderspielen in der englischen Nationalmannschaft.

## Sportlicher Werdegang
Der zentrale Abwehrspieler Labone schloss sich im Alter von 17 Jahren dem FC Everton an, nachdem er in einem Probetraining gegen den Mittelstürmer Dave Hickson eine gute Leistung zeigte und damit sofort die Reservemannschaft des Vereins verstärkte, ohne vorher die Jugendmannschaft seiner Altersklasse zu durchlaufen. Labone verzichtete dabei mit dieser Entscheidung für eine Karriere als Fußballspieler auf den Besuch einer Universität.
Zu Beginn des Jahres 1958 debütierte der kopfball- und zweikampfstarke Verteidiger in der ersten Mannschaft und etablierte sich dort fortan. Trotz seiner verhältnismäßig geringen Antrittsschnelligkeit und einem schwachen linken Fuß entwickelte er auch beim Umschalten von der Defensive in das Offensivspiel Stärken und kam im Jahr 1962 unter Alf Ramsey als erster Spieler des FC Everton nach Beendigung des Zweiten Weltkriegs zu seinem Länderspieleinstand.
Im darauf folgenden Jahr 1963 gewann Labone seine erste englische Meisterschaft und ließ drei Jahre später den FA Cup folgen, als Sheffield Wednesday im Finale mit 3:2 geschlagen werden konnte. Er verzichtete danach auf die Teilnahme an der WM 1966 im eigenen Land, als England Weltmeister wurde und wendete sich stattdessen seinen Hochzeitsplänen zu. Im Falle seiner Berufung hätten jedoch nur geringe Aussichten auf einen Einsatz bestanden, da auf seiner Position Jack Charlton als Stammspieler bevorzugt wurde.
Mittlerweile übernahm Labone bei seinem Verein die Rolle des Mannschaftskapitäns, nachdem sein Vorgänger Tony Kay nach einer Bestechungsaffäre in Arrest genommen wurde. Nur ein Jahr später kündigte Labone inmitten einer anhaltenden Formkrise, zur Überraschung der eigenen Anhänger, seinen Rücktritt für den Fall an, dass bis spätestens zu Saisonende ein adäquater Ersatz auf seinem Posten gefunden werden konnte. Da sich seine Leistungen jedoch wieder stabilisierten, nahm er von diesen Plänen Abstand und gewann im Jahr 1970 seine zweite Meisterschaft.
Nur kurze Zeit später nahm er an der WM 1970 in Mexiko, seiner ersten und letzten Weltmeisterschaft, teil, kam dort zu drei Einsätzen und schied im Viertelfinale gegen Deutschland aus. Im darauf folgenden Jahr zog sich Labone in einer Partie der Reservemannschaft eine schwerwiegende Verletzung an der Achillessehne zu, die ihn nach insgesamt 534 Spielen für den FC Everton zur Beendigung seiner Karriere zwang. Lediglich zwölf Spiele fehlten ihm dabei zu dem damals gültigen Rekord von Ted Sagar, den wiederum selbst anschließend Neville Southall noch überholen konnte.

## Erfolge
- Englische Meisterschaft: 1963, 1970
- Englischer Pokal: 1966
- Charity Shield: 1963, 1970